# سمفونی شماره 2 (بروکنر)
سمفونی شماره ۲ در دو مینور آنتون بروکنر ، که گاهی به عنوان "سمفونی مکث ها" شناخته می شود،  در سال ۱۸۷۲ تکمیل شد. این در واقع چهارمین سمفونی ساخته شده توسط بروکنر بود، پس از سمفونی در فا مینور (۱۸۶۳)، سمفونی شماره ۱ در سی مینور (۱۸۶۶)، و سمفونی در ر مینور (۱۸۶۹).

## مشخصات سمفونی
این سمفونی برای دو فلوت, دو ابوا, دو کلارینت, دو باسون, چهار هورن, دو ترومپت, سه ترومبون, تیمپانی و زه می باشد .

این سمفونی در نسخه اول (۱۸۷۲) دارای چهار موومان است.  عبارتند از:
1. آلگرو: Ziemlich schnell (دو مینور)
2. آداجیو (لا♭ ماژور)
3. اسکرتسو (دو مینور) – سه گانه(تریو) (دو ماژور)
4. پایانی (دو مینور)

در نسخه دوم (۱۸۷۷) آنها عبارتند از:
1. مودراتو
2. آندانته: Feierlich, etwas bewegt
3. اسکرتسو: Mäßig schnell – Trio: Gleiches tempo
4. پایانی: Mehr schnell

### نسخه اولیه، ۱۸۷۲
این نسخه اصلاح شده توسط ویلیام کاراگان تحت نظارت بین المللی بروکنر-گسلشافت در سال ۲۰۰۵ منتشر شد. 

#### بازبینی نسخه ۱۸۷۳
بروکنر اصلاحاتی را برای آماده شدن این سمفونی برای اولین نمایش در سال ۱۸۷۳ انجام داد.